# 重作一个梦
《重作一个夢》，是女子演唱團體S.H.E成員Selina於2011年12月16日正式發行的首張個人EP。本張EP為Selina在中國拍戲遇意外燒傷後，進行復健期間製作而成。而Selina錄製的首支單曲「愛我的每個人」，在10月29日於華研官方網站首度曝光，亦收錄於本EP內，成為第一主打。

《重作一个夢》是由王力宏、林俊傑、周杰倫、姚若龍、蔡康永、Selina聯手填詞作曲。其中歌曲「愛我的每個人」是由林俊傑作曲、姚若龍填詞，而「夢」是由周杰倫作曲、Selina親自填詞，用詞來表達親身經歷400多個日子的傷痛與煎熬、夢境與希望、感謝與感動，這也是繼「安靜了」之後，Selina和周杰倫再度聯手創作，此外蔡康永也跨界寫了「重作一個夢」這首歌的詞。

根據統計，《重作一个夢》EP台灣銷售量約3萬張。

## 曲目
| 曲序     | 曲目                                  |          | 作曲     | 编曲     | 备注       | 时长  |
| -------- | ------------------------------------- | -------- | -------- | -------- | ---------- | ----- |
| 1.       | 愛我的每個人（Everyone Who Loves Me） | 姚若龍   | 林俊傑   | 黃雨勳   | 首波主打   | 4:34  |
| 2.       | 夢（Dream）                           | 任家萱   | 周杰倫   | 黃雨勳   | 第二波主打 | 4:32  |
| 3.       | 重作一個夢（Dream a New Dream）       | 蔡康永   | 王力宏   | 呂紹淳   |            | 4:19  |
| 总时长： | 总时长：                              | 总时长： | 总时长： | 总时长： | 总时长：   | 13:25 |

## Bonus DVD
1. To My Dear… From Selina
2. 「愛我的每個人」MV
3. 「夢」MV
4. 「愛我的每個人」MV花絮

## 音樂錄影帶
| 歌名         | 導演   | 首播日期       |
| ------------ | ------ | -------------- |
| 愛我的每個人 | 比爾賈 | 2011年10月29日 |
| 夢           | 比爾賈 | 2011年12月13日 |

## 獎項
Music Radio中國Top排行榜頒獎禮─港臺年度最佳新人獎：任家萱

## 外部連結
- 華研國際音樂 （页面存档备份，存于）